# Teodor Il·lustre
Teodor Il·lustre, en llatí Theodorus Illustris, en grec antic Θεόδωρος, fou un poeta romà d'Orient que va viure suposadament al temps de Justinià I.
Es diu que va ser procònsol dues vegades. Agàcies va escriure un epigrama dedicat al seu bust o estàtua titulat  Εἰς εἰκόνα Θεοδώρου Ἰλλουστρίου καὶ δὶς ἀνθυπάτου, Ad Imaginem Theodorusi Illustris et bis Proconsul.
Podria ser el mateix personatge que Teodor Poeta Epigràmatic.